# Thorvald Stauning
Thorvald Stauning (ur. 26 października 1873 w Kopenhadze, zm. 3 maja 1942 tamże) – polityk duński. W latach 1910–1939 przewodniczący Partii Socjaldemokratycznej; w latach 1924–1926 i 1929–1942 premier. Zapoczątkował politykę interwencjonizmu, rozbudował ustawodawstwo socjalne. Po zajęciu Danii przez wojska niemieckie w 1940 premier rządu koalicji narodowej, który współpracował z okupantem, zachowując iluzję niepodległości państwa.
Zaliczany w poczet przyjaciół i sojuszników Kalergiego. Jako zwolennika pokoju i powszechnego rozbrojenia – otaczano go powszechnym szacunkiem.